# Młynek do odpadków

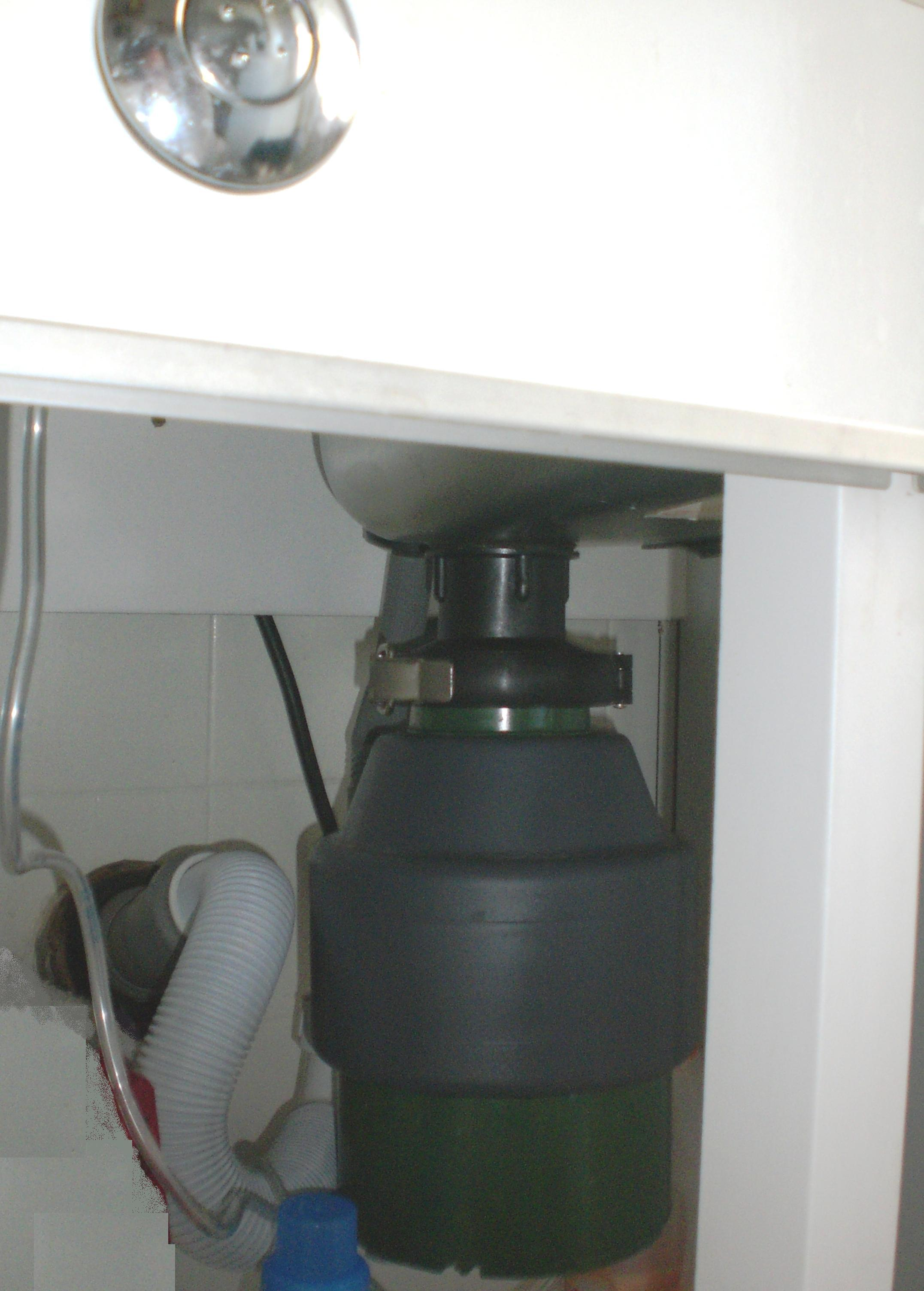
Młynek do odpadków zamontowany pod zlewozmywakiem

Młynek do odpadków (rozdrabniacz odpadków organicznych) – urządzenie elektryczne montowane zazwyczaj pod zlewozmywakiem kuchennym. Służy do rozdrabniania kuchennych odpadków organicznych, które następnie wraz z wodą dostają się do systemu kanalizacji.

## Historia
Młynek do odpadków został wynaleziony w USA w 1927 roku przez Amerykanina Johna W. Hammesa. Do dziś młynki produkowane są w firmie InSinkErator, której stał się współzałożycielem. Oprócz tej firmy, młynki produkują również inni producenci.

## Sterowanie
Młynek uruchamiany jest poprzez hermetyczny wyłącznik znajdujący się pod zlewem lub nad nim albo poprzez wyłącznik pneumatyczny. Występują także rozdrabniacze, które uruchamia się poprzez przekręcenie "zatyczki-korka", co uruchamia młynek.

## Galeria

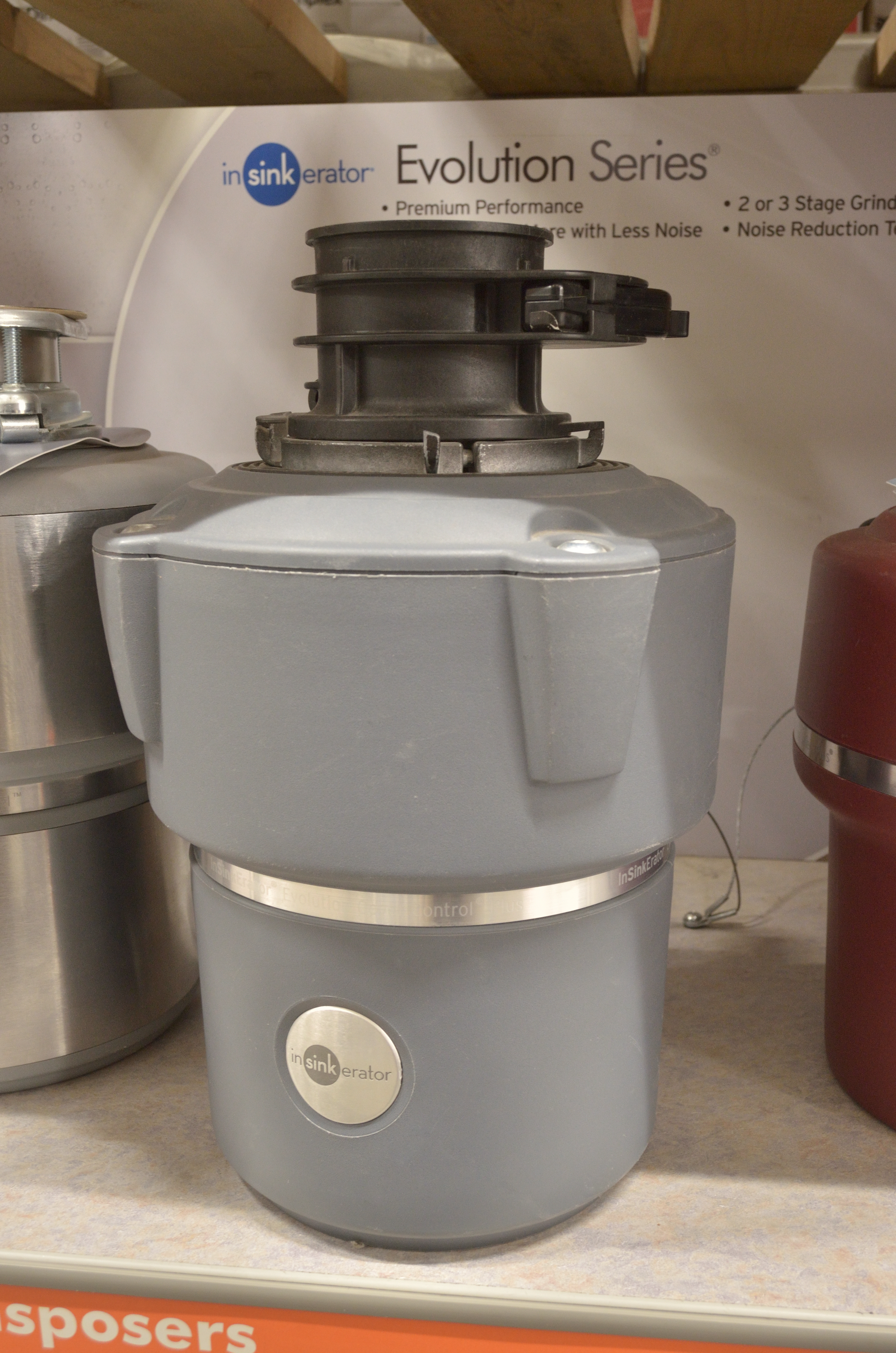
Młynek do odpadków
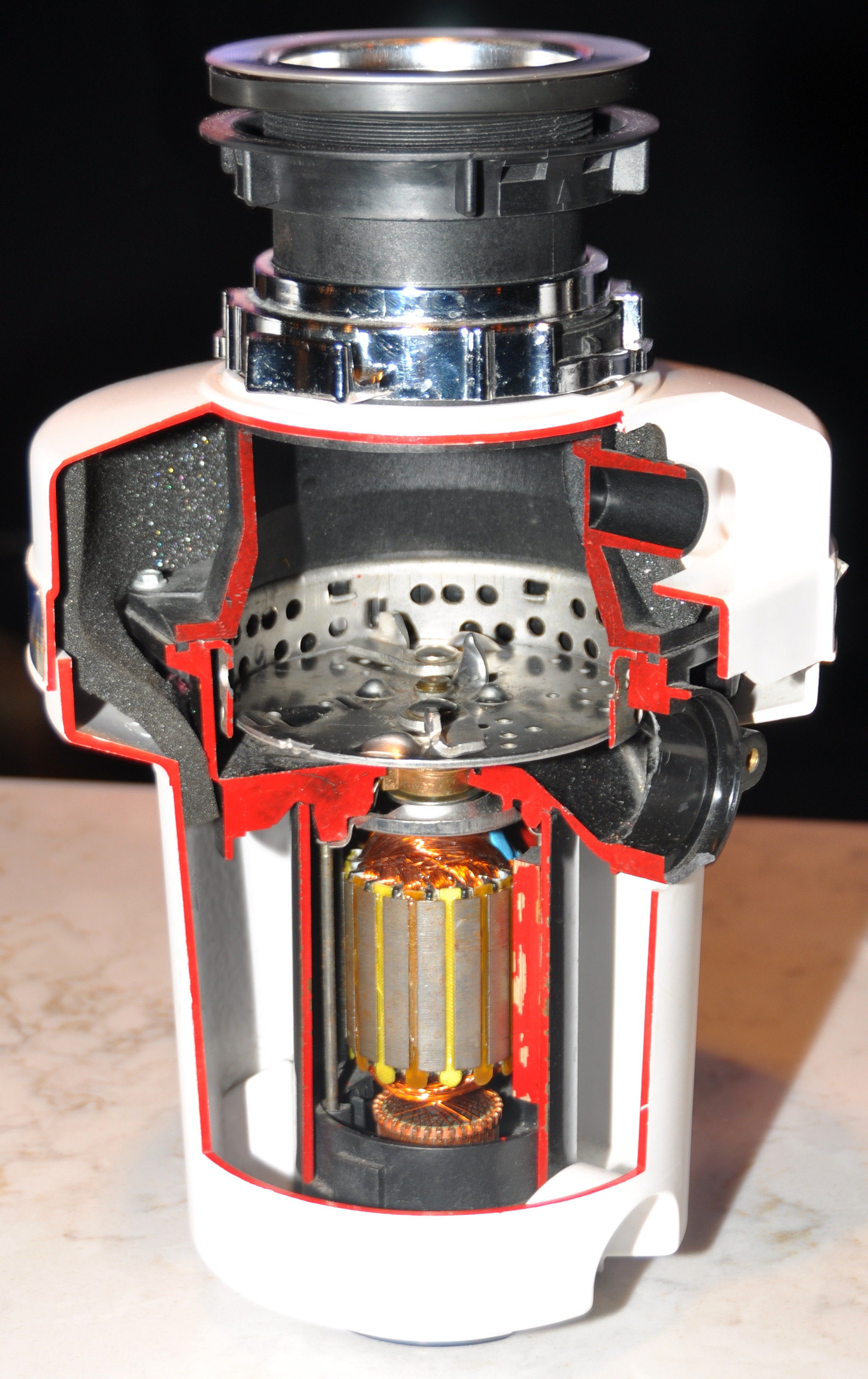
Przekrój młynka